# ويغلند (تشيشير)
ويغلند (بالإنجليزية: Wigland)‏ هي قرية و أبرشية مدنية تقع في المملكة المتحدة في إنجلترا.  يقدر عدد سكانها بـ 104 نسمة .